# Орфеєв Серафим Дмитрович
Серафи́м Дми́трович Орфе́єв (* 15 (2) травня 1904, Крутченська Байгора, Воронезька губернія (сучасна Липецька область, Усманський район) — † 2 грудня (в деяких довідниках 20 червня) 1974, Одеса) — український та російський композитор радянських часів, ректор Одеської консерваторії, професор, кавалер ордену «Знак Пошани».

## Життєпис
Протягом 1924—1928 років навчався в Воронезькому музичному технікумі по класу контрабаса.
1932 року закінчує навчання в Одеському музично-драматичному інституті — по класу композиції у П. Ю. Молчанова.
В 1934—1941 роках працював асистентом професора М. М. Вілінського на кафедрі композиції. До липня 1941 був відповідальним секретарем Одеського правління Союзу композиторів УРСР.
Учасник Другої світової війни, командував артилерійським взводом, повернувся з важким пораненням.
З 1949 року викладав в Одеській консерваторії.
Протягом 1951—1962 років — ректор Одеської консерваторії.
З 1952 року працював завідувачем кафедри історії музики.
Протягом 1952—1964 років був головою правління Одеського відділення Союзу композиторів УРСР.
Написав спогади про свого вчителя Вілінського.
Серед його учнів — Ровенко Олександр Іванович, Вірановський Георгій Миколайович.
Написав:
- 1954 — «Музичні стосунки України та Росії»,
- 1957 — «Історія Одеської консерваторії»,
- 1968 — навчальний посібник «Одновисотні тризвуки та тональності», Київ,
- «М. Леонтович і українська народна пісня».

Серед музичних творів:
- 1930 — струнний квартет 1,
- 1932 — оркестрова сюїта,
- 1932 — струнний квартет — 2,
- 1941 — струнний квартет — 3,
- 1946 — струнний квартет — 4 («Звільнена Молдавія»), 
для дерев'яних духових інструментів —
- 1969 — «Квартет»,
- 1969 — «Народний танок», 
для фортепіано —
- 1928 — «П'ять прелюдій»,
- 1934 — «Концертний вальс»,
- 1946 — «Три гуморески»,
- 1949 — «Альбом для юнацтва, збірник перший»,
- 1967 — «Альбом для юнацтва, збірник другий»,
- 1970 — чотири канони,
- 1970 — п'ять п'єс,
- для скрипки та фортепіано — Соната, 1947
- для альта та фортепіано — «Романс», 1948.
- хори на слова М. Лермонтова, І. Франка, Д Бєдного, А. Малишка,
- романси на слова Т. Шевченка, М. Рильського, Якуба Коласа,
- музика до драматичних вистав, кінофільмів,
- обробки українських, російських, білоруських, молдавських народних пісень,
- окремі частини православного богослужіння (не видані): «Милість миру на Літургії Василія Великого Київського наспіву», «Степенні вісім гласів Знаменного наспіву».